# Bella (Basilikata)
Bella ist eine süditalienische Gemeinde (comune) mit 4666 Einwohnern (Stand 31. Dezember 2023) in der Provinz Potenza in der Basilikata. Die Gemeinde liegt etwa 26 Kilometer nordwestlich von Potenza. Am südlichsten Teil des Gemeindegebiets bildet der Picerno eine natürliche Grenze.

## Castello di Bella
Das ortsbildbeherrschende Castello di Bella wurde 1008 errichtet. 1567 wurde es durch Agostino Rondone di Melfi stark erweitert, 1694 durch ein Erdbeben zerstört und daraufhin wiederaufgebaut. Die Burg war dann ab dem 18. Jahrhundert in Besitz der Adelsfamilie Ruffo di Calabria. 1923 wurde sie von der Gemeinde gekauft und als Sitz der örtlichen Schule verwendet, bis sie 1980 nach einem Erdbeben, das 80 % des Baubestands in Bella zerstörte, erneut in Trümmern lag. Das Gebäude wurde in siebenjähriger Bauzeit nach Plänen des Architekten Nicola Pagliara wiedererrichtet, wobei sich die wenigen verbliebenen Reste der alten Burg mit modernen Gebäudeteilen verbinden.

## Verkehr
Durch den Ortsteil Bella-Muro führen die Strada Statale 7 Via Appia und die Bahnstrecke Battipaglia-Potenza-Metaponto. Hier besteht auch ein Bahnhof.